# Josef Strillinger
Josef Strillinger, detto Sepp (...), è un ex slittinista tedesco, campione mondiale nella specialità del doppio sia a Davos 1957 che a Krynica-Zdrój 1958. Ha sempre gareggiato per la Germania Ovest.

## Biografia
Attivo negli anni '50 sia nella specialità del singolo che in quella del doppio, nella quale ha gareggiato sempre in coppia con Fritz Nachmann. In carriera ha partecipato a diverse edizioni dei campionati mondiali, conquistando in totale tre medaglie nella specialità del doppio: due d'oro vinte a Davos 1957 e a Krynica-Zdrój 1958, e una di bronzo ottenuta a Oslo 1955; nel singolo invece totalizzò quale miglior piazzamento il 6º posto, raggiunto nell'edizione del 1957.
Agli europei vanta invece una medaglia di bronzo vinta nel singolo a Davos 1954, mentre nel doppio raggiunse al massimo il quarto posto nella rassegna continentale di Hahnenklee 1955.
Per la sua carriera sportiva nello slittino, il 12 settembre 1959 Strillinger è stato insignito del Lauro d'argento, la più alta onorificenza tedesca in ambito sportivo.

## Palmarès

### Mondiali
- 3 medaglie:
  - 2 ori (doppio a Davos 1957; doppio a Krynica-Zdrój 1958);
  - 1 bronzo (doppio a Oslo 1955).

### Europei
- 1 medaglia:
  - 1 bronzo (singolo a Davos 1954).